# Shirley Strickland

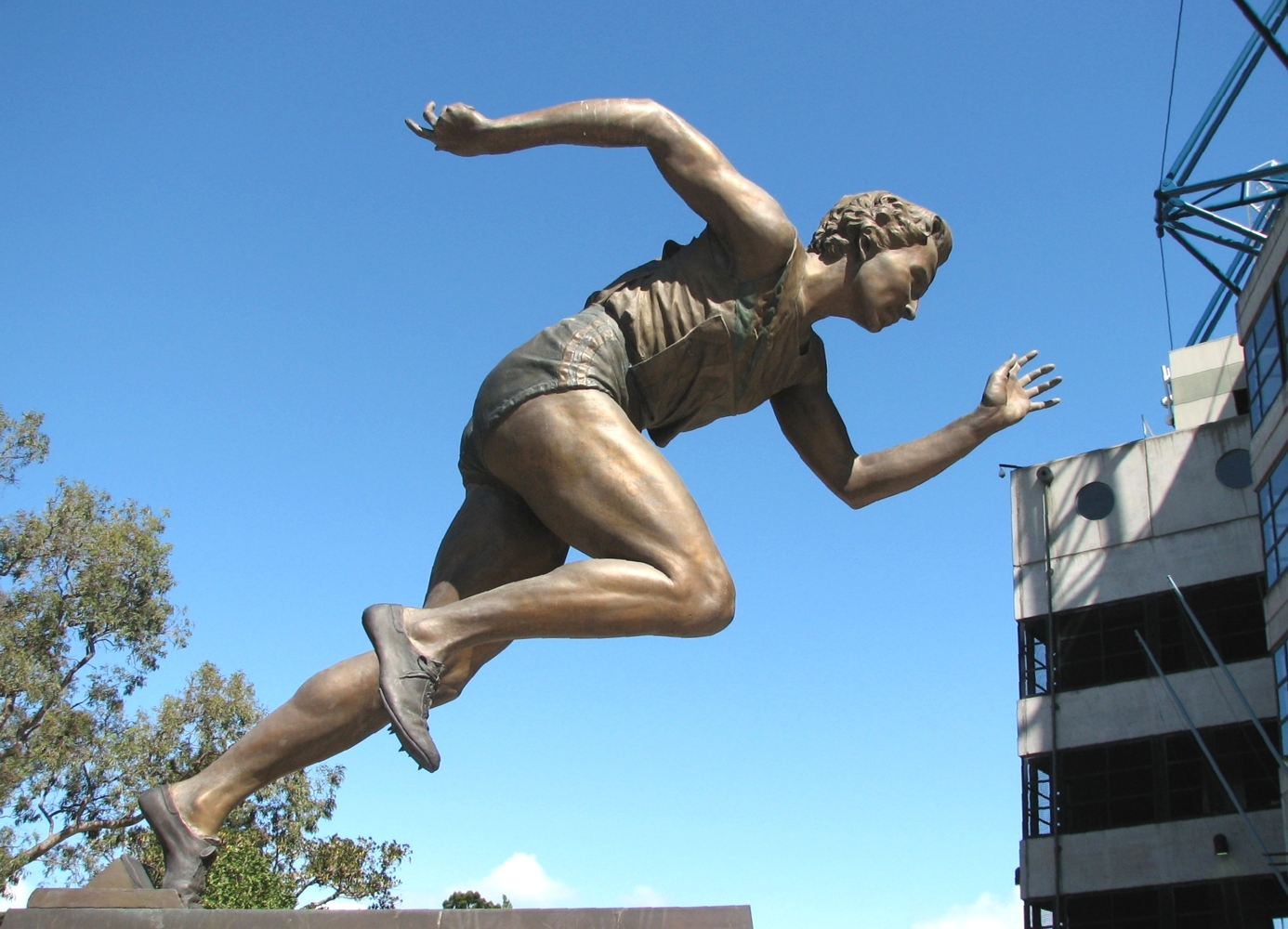
Pomnik Shirley Strickland w Melbourne

Shirley Barbara Strickland (ur. 18 lipca 1925 w  Northam, zm. 11 lutego 2004 w Perth), w późniejszym okresie Shirley Strickland de la Hunty – australijska biegaczka. Podczas trzech igrzysk olimpijskich 1948–1956, startując łącznie w 26 biegach (eliminacje, półfinały i 9 finałów), zdobyła 7 medali olimpijskich (3 złote, 1 srebrny i 3 brązowe), więcej niż jakikolwiek inny australijski biegacz.
Ukończyła fizykę na Uniwersytecie Zachodniej Australii (University of Western Australia) w 1946. Pierwsze wielkie sukcesy zaczęła odnosić w 1948, wygrywając mistrzostwa krajowe w biegu na 80 m przez płotki i będąc reprezentantką Australii na igrzyska olimpijskie w Londynie, gdzie zajęła trzecie miejsce zarówno w biegu na 80 m przez płotki (11,4 s), jak i 100 m (12,2 s) oraz zdobyła srebrny medal w sztafecie 4 × 100 m (47,6 s). 
Swój pierwszy złoty medal olimpijski zdobyła w 1952 na letnich igrzyskach w Helsinkach w biegu na 80 m przez płotki, ustanawiając nowy rekord świata na tym dystansie (10,9 s). Zamieszanie przy przekazywaniu pałeczki pozbawiło ją drugiego złotego medalu w sztafecie 4 × 100 m. Udało jej się jeszcze zdobyć brązowy medal na dystansie 100 m (11,9 s). 
Ustanowiła nowy rekord świata (11,3 s) na 100 m w Polsce w 1955 oraz zdobyła złote medale na 80 m przez płotki (10,7 s – rekord olimpijski) oraz w sztafecie 4 × 100 m (44,5 s – rekord świata) na letniej olimpiadzie w 1956. 
Angażowała się w sprawy administracyjne australijskich drużyn olimpijskich w 1968 w Meksyku oraz 1976 w Montrealu. Zajmowała się też polityką, będąc kandydatem demokratów w wyborach oraz rzecznikiem wielu organizacji ochrony środowiska.